# Заречное сельское поселение (Томская область)
Заре́чное сельское поселение — муниципальное образование в составе Томского района Томской области.
Административный центр поселения — село Кафтанчиково.

## География
Поселение расположено в юго-западной части Томского района Томской области. Площадь — 86 414,89 га.

## История
В июне 1997 года при создании Муниципалитета Томского района был образован Заречный сельский округ (без образования юридического лица) при слиянии трех сельским администраций: Кисловской, Кафтанчиковской и Калтайской.
В январе 2001 года при реорганизации Муниципалитета Томского района в Муниципальное образование «Томский район» — Заречный сельский округ стал юридическим лицом.
С января 2006 года Заречный сельский округ был ликвидирован и создано муниципальное образование «Заречное сельское поселение».

## Население
| 2002  | 2008  | 2009  | 2010  | 2011  | 2012    | 2013  | 2014  | 2015  |
| ----- | ----- | ----- | ----- | ----- | ------- | ----- | ----- | ----- |
| 8343  | ↘6315 | ↗6435 | ↗7045 | ↗7065 | ↗7241   | ↗7353 | ↗7416 | ↗7491 |
| 2016  | 2017  | 2018  | 2019  | 2020  | 2021    |       |       |       |
| ↗7613 | ↗7635 | ↗7899 | ↗8471 | ↗9348 | ↗13 956 |       |       |       |

## Состав сельского поселения
| № | Населённый пункт | Тип населённого пункта       | Население |
| - | ---------------- | ---------------------------- | --------- |
| 1 | Барабинка        | деревня                      | ↗663      |
| 2 | Головина         | деревня                      | ↗235      |
| 3 | Кафтанчиково     | село, административный центр | ↗1724     |
| 4 | Кисловка         | деревня                      | ↗9482     |
| 5 | Тахтамышево      | село                         | ↗765      |
| 6 | Чёрная Речка     | деревня                      | ↘1087     |